# ريان سوغدين
ريان سوغدين (بالإنجليزية: Ryan Sugden)‏ هو لاعب كرة قدم بريطاني في مركز الهجوم، ولد في 26 ديسمبر 1980 في برادفورد في المملكة المتحدة. لعب مع أولدهام أثلتيك ونادي برادفورد بارك أفنيو ونادي بيرتن ألبيون ونادي تشستر سيتي ونادي سكاربورو ونادي موركامب ونادي هاليفاكس تاون.

## وصلات خارجية
- ريان سوغدين على موقع قاعدة بيانات كرة القدم.إي يو (الإنجليزية)
- ريان سوغدين على موقع Soccerbase.com (لاعب) (الإنجليزية)